# Olympische Sommerspiele 2016/Schwimmen – 4 × 100 m Lagen (Männer)
Der Staffelwettbewerb über 4-mal 100 Meter Lagen der Männer bei den Olympischen Spielen 2016 in Rio de Janeiro wurde am 12. und 13. August 2016 im Olympic Aquatics Stadium ausgetragen. 84 Athleten aus 16 Ländern nahmen daran teil.
Es fanden zwei Vorläufe statt. Die acht schnellsten Staffeln aller Vorläufe qualifizierten sich für das Finale.
Abkürzungen: WR = Weltrekord, OR = olympischer Rekord, NR = nationaler Rekord, PB = persönliche Bestleistung, JWB = Jahresweltbestzeit

## Bestehende Rekorde
| Weltrekord         | Vereinigte Staaten (Aaron Peirsol, Eric Shanteau, Michael Phelps, David Walters) | 3:27,28 min | Rom, Italien                | 2. August 2009  |
| Olympischer Rekord | Vereinigte Staaten (Aaron Peirsol, Brendan Hansen, Michael Phelps, Jason Lezak)  | 3:29,34 min | Peking, Volksrepublik China | 17. August 2008 |

## Titelträger
| Olympiasieger | Vereinigte Staaten (Matt Grevers, Brendan Hansen, Michael Phelps, Nathan Adrian) | 3:29,35 min | London 2012   |
| Weltmeister   | Vereinigte Staaten (Ryan Murphy, Kevin Cordes, Tom Shields, Nathan Adrian)       | 3:29,93 min | Kasan 2015    |
| Europameister | Italien (Mirco Di Tora, Fabio Scozzoli, Matteo Rivolta, Filippo Magnini)         | 3:32,80 min | Debrecen 2012 |

## Vorlauf

### Vorlauf 1
| Platz | Nation         | Athleten                                                                    | Zeit        | Anmerkung |
| ----- | -------------- | --------------------------------------------------------------------------- | ----------- | --------- |
| 1     | Großbritannien | Chris Walker-Hebborn Adam Peaty James Guy Duncan Scott                      | 3:30,47 min | NR        |
| 2     | Australien     | Mitch Larkin Jake Packard David Morgan Cameron McEvoy                       | 3:32,57 min |           |
| 3     | Russland       | Grigori Tarassewitsch Anton Tschupkow Jewgeni Koptelow Alexander Suchorukow | 3:32,95 min |           |
| 4     | Deutschland    | Jan-Philip Glania Christian vom Lehn Steffen Deibler Damian Wierling        | 3:33,67 min |           |
| 5     | Italien        | Simone Sabbioni Andrea Toniato Piero Codia Luca Dotto                       | 3:34,85 min |           |
| 6     | Polen          | Radosław Kawęcki Marcin Stolarski Konrad Czerniak Kacper Majchrzak          | 3:35,18 min |           |
| 7     | Litauen        | Danas Rapšys Giedrius Titenis Deividas Margevičius Simonas Bilis            | 3:35,90 min |           |
| 8     | Kanada         | Javier Acevedo Jason Block Mack Darragh Yuri Kisil                          | 3:36,92 min |           |

### Vorlauf 2
| Platz | Nation             | Athleten                                                                   | Zeit        | Anmerkung |
| ----- | ------------------ | -------------------------------------------------------------------------- | ----------- | --------- |
| 1     | Vereinigte Staaten | David Plummer Kevin Cordes Tom Shields Caeleb Dressel                      | 3:31,83 min |           |
| 2     | Japan              | Ryōsuke Irie Yasuhiro Koseki Takurō Fujii Katsumi Nakamura                 | 3:32,33 min |           |
| 3     | China              | Xu Jiayu Li Xiang Li Zhuhao Ning Zetao                                     | 3:32,57 min |           |
| 4     | Brasilien          | Guilherme Guido Felipe França Silva Henrique Martins Marcelo Chierighini   | 3:32,96 min |           |
| 5     | Ungarn             | Gabor Balog Dániel Gyurta Bence Pulai Richard Bohus                        | 3:33,89 min |           |
| 6     | Frankreich         | Camille Lacourt Theo Bussiere Jérémy Stravius Clement Mignon               | 3:34,47 min |           |
| 7     | Südafrika          | Christopher Reid Cameron van der Burgh Dylan Bosch Myles Brown             | 3:35,50 min |           |
| 8     | Griechenland       | Apostolos Christou Panagiotis Samilidis Andreas Vazaios Kristian Gkolomeev | 3:36,75 min |           |

## Finale
14. August 2016, 04:04 MEZ
| Platz | Nation             | Athleten                                                               | Zeit        | Anmerkung       |
| ----- | ------------------ | ---------------------------------------------------------------------- | ----------- | --------------- |
| 1     | Vereinigte Staaten | Ryan Murphy Cody Miller Michael Phelps Nathan Adrian                   | 3:27,95 min | OR              |
| 2     | Großbritannien     | Chris Walker-Hebborn Adam Peaty James Guy Duncan Scott                 | 3:29,24 min | NR              |
| 3     | Australien         | Mitch Larkin Jake Packard David Morgan Kyle Chalmers                   | 3:29,93 min |                 |
| 4     | Russland           | Jewgeni Rylow Anton Tschupkow Alexander Sadownikow Wladimir Morosow    | 3:31,30 min |                 |
| 5     | Japan              | Ryōsuke Irie Yasuhiro Koseki Takurō Fujii Katsumi Nakamura             | 3:31,97 min |                 |
| 6     | Brasilien          | Guilherme Guido João Gomes Júnior Henrique Martins Marcelo Chierighini | 3:32,84 min |                 |
| 7     | Deutschland        | Jan-Philip Glania Marco Koch Steffen Deibler Damian Wierling           | 3:33,50 min |                 |
| 8     | China              | Xu Jiayu Li Xiang Li Zhuhao Ning Zetao                                 | DSQ         | Disqualifiziert |